# Din låt
Din låt är en singel av Victor Leksell och Einár från 2022, som nådde Sverigetopplistans högsta-placering.
Låten spelades in av Victor Leksell tillsammans med rapparen Einár, innan den senares död. Låten släpptes postumt, i juli 2022. I augusti 2022 hade låten spelats över 12 miljoner gånger på musikströmningstjänsten Spotify.
27 januari 2023 vann Din låt priset för Årets Låt vid P3 Guld.
| Topplista                   | Högsta placering |
| --------------------------- | ---------------- |
| Sverige (Sverigetopplistan) | 1                |